# Neal H. Moritz

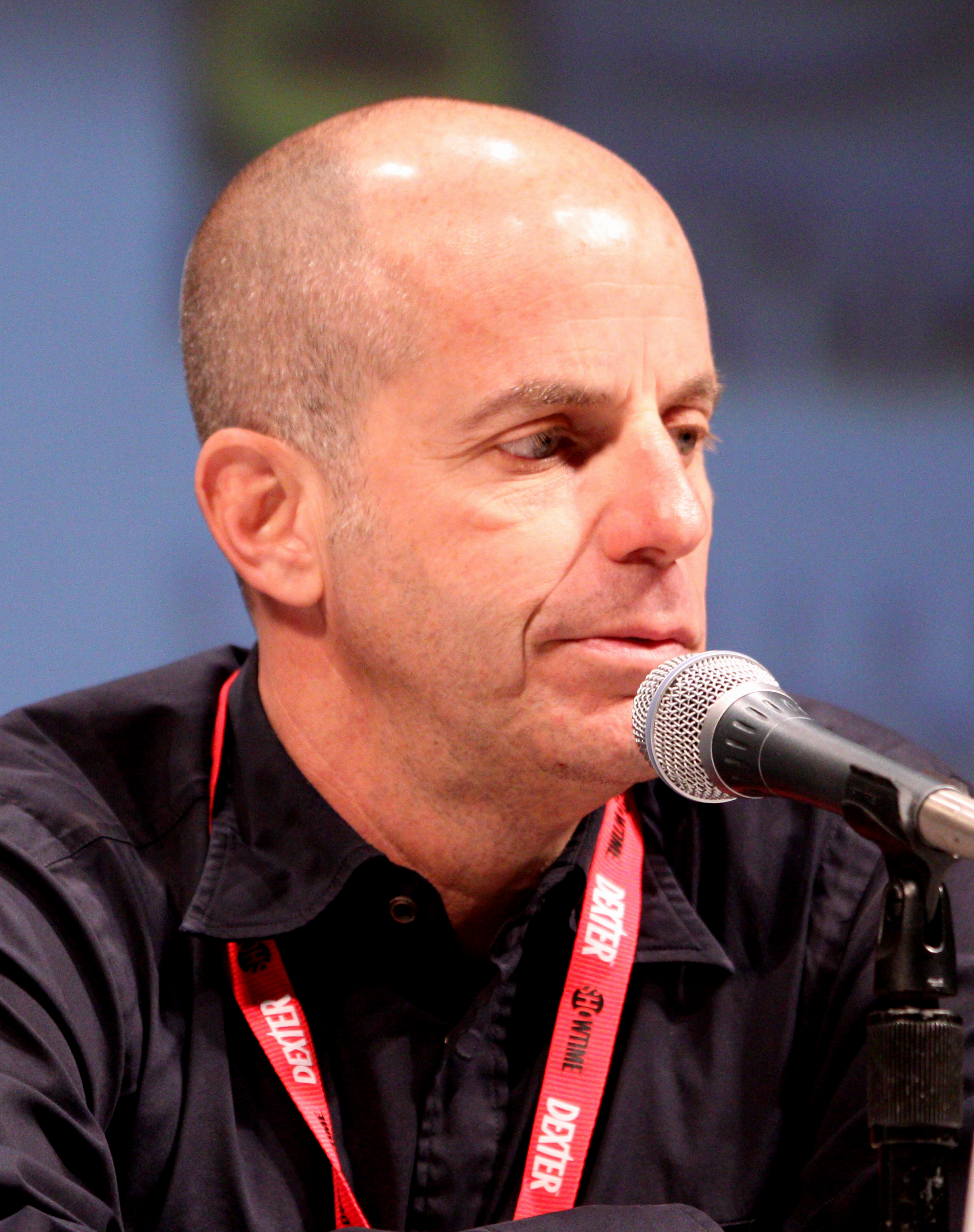
Neal H. Moritz (2010)

Neal H. Moritz (* 6. Juni 1959 in Los Angeles, Kalifornien) ist ein US-amerikanischer Filmproduzent.

## Leben und Wirken
Seine Karriere im Filmgeschäft begann Neal H. Moritz als Executive Producer mit dem 1990 gedrehten Film Reingelegt. Die Hauptrolle spielte Jeff Goldblum. Moritz ist als Produzent für das Fernsehen tätig, so war er in den Jahren 2005 bis 2008 Ausführender Produzent der Fernsehserie Prison Break.
Seine Produktionsfirma trägt den Namen Original Film, in der Vergangenheit kooperierte er vor allem mit den Filmstudios Columbia Pictures (Verliebt in die Braut, 8 Blickwinkel, S.W.A.T.), Universal Studios (Fast-&-Furious-Reihe, Evan Allmächtig) und Warner Bros. (I Am Legend).
Als Filmproduzent ist er unter anderem verantwortlich für die Filmreihen The Skulls, Ich weiß, was du letzten Sommer getan hast, Eiskalte Engel sowie die Actionreihe Fast & Furious. Mehrere Male arbeitete er mit dem Regisseur Rob Cohen zusammen, so unter anderem bei xXx – Triple X.

## Filmografie (Auswahl)

### Als Produzent
- 1997: Ich weiß, was du letzten Sommer getan hast (I Know What You Did Last Summer)
- 1998: Ich weiß noch immer, was du letzten Sommer getan hast (I Still Know What You Did Last Summer)
- 1999: Eiskalte Engel (Cruel Intentions)
- 1999: Held Up – Achtung Geiselnahme! (Held Up)
- 2000: The Skulls – Alle Macht der Welt (The Skulls)
- 2000: Düstere Legenden 2 (Düstere Legenden 2)
- 2001: Zickenterror – Der Teufel ist eine Frau (Saving Silverman)
- 2001: The Fast and the Furious
- 2001: The Glass House
- 2001: Nicht noch ein Teenie-Film! (Not Another Teen Movie)
- 2002: Slackers
- 2002: The Skulls II
- 2002: xXx – Triple X (xXx)
- 2002: Sweet Home Alabama – Liebe auf Umwegen (Sweet Home Alabama)
- 2003: The Skulls 3 (The Skulls III)
- 2003: 2 Fast 2 Furious
- 2003: S.W.A.T. – Die Spezialeinheit (S.W.A.T.)
- 2004: Hart am Limit (Torque)
- 2004: Eiskalte Engel 3 (Cruel Intentions 3)
- 2005: Stealth – Unter dem Radar (Stealth)
- 2006: The Fast and the Furious: Tokyo Drift
- 2006: Ich werde immer wissen, was du letzten Sommer getan hast (I’ll Always Know, What You Did Last Summer)
- 2006: Klick (Click)
- 2006: Spiel auf Bewährung (Gridiron Gang)
- 2007: Evan Allmächtig (Evan Almighty)
- 2007: I Am Legend
- 2008: 8 Blickwinkel (Vantage Point)
- 2008: Prom Night
- 2008: Verliebt in die Braut (Made of Honor)
- 2009: Fast & Furious – Neues Modell. Originalteile. (Fast & Furious)
- 2011: The Green Hornet
- 2011: World Invasion: Battle Los Angeles (Battle: Los Angeles)
- 2011: Fast & Furious Five (Fast Five)
- 2011: Wie ausgewechselt (The Change-Up)
- 2011: S.W.A.T.: Firefight
- 2012: 21 Jump Street
- 2012: Total Recall
- 2013: R.I.P.D.
- 2013: Jack and the Giants (Jack the Giant Slayer)
- 2013: Dead Man Down
- 2013: Fast & Furious 6
- 2014: 22 Jump Street
- 2015: Fast & Furious 7 (Furious 7)
- 2015: Gänsehaut (Goosebumps)
- 2016: Passengers
- 2017: Fast & Furious 8 (The Fate of the Furious)
- 2018: Gänsehaut 2 – Gruseliges Halloween (Goosebumps 2: Haunted Halloween)
- 2018: Hunter Killer
- 2019: Escape Room
- 2019: Enzo und die wundersame Welt der Menschen (The Art of Racing in the Rain)
- 2020: Sonic the Hedgehog
- 2020: Bloodshot
- 2020: Spenser Confidential
- 2021: Fast & Furious 9 (F9)
- 2021: Escape Room 2: No Way Out (Escape Room: Tournament of Champions)
- 2022: Sonic the Hedgehog 2
- 2022: The Princess
- 2023: Fast & Furious 10 (Fast X)
- 2024: Sonic the Hedgehog 3
- 2025: Ich weiß, was du letzten Sommer getan hast (I Know What You Did Last Summer)

### Als Schauspieler
- 2001: The Fast and the Furious
- 2003: 2 Fast 2 Furious
- 2003: S.W.A.T. – Die Spezialeinheit (S.W.A.T.)